# Thomas Holéwa
Thomas Holéwa, folkbokförd Thomas Jan Holewa, född 29 juli 1942 i Solna församling i Stockholms län, är en svensk filmarbetare som främst verkar som filmklippare, men också varit bland annat ljudtekniker och manusförfattare. Han har arbetat med produktioner som Äppelkriget (1971), Barnens ö (1980) och Morsarvet (1993).
Han är son till Hans Holewa och Alice Kapellner, var 1964–1983 gift med Birgitta Jakobsson (född 1942), 1988–1994 med skådespelaren Charlotta Larsson (född 1957)] och 1999–2007 med Maria Mendoza Valdivia (född 1959).

## Filmografi i urval

### Klippning
- Äppelkriget (1971)
- I lust och nöd (1976)
- Drömmen om Amerika (1976)
- "Mackan" (1977)
- Barnens ö (1980)
- Limpan (1983)
- Två solkiga blondiner (1984)
- Älska mej (1986)
- Stockholmsnatt (1987)
- Mälarpirater (1987)
- Malacca (1987)
- Råttornas vinter (1988)
- Consuelo (1988)
- Vapenvilan (1989)
- s/y Glädjen (1989)
- Med hoppet som vapen (1989)
- Morsarvet (1993)
- Rum (1994)
- Mördare utan ansikte (1995)
- Leken (1995)
- Evo (1996)
- Tak (1998)
- Sommarsprång (1998)
- Sanna ögonblick (1998)
- Glasblåsarns barn (1998)
- Hjärta av sten (2000)
- Kärringen därnere (2006)
- Rymdskeppet (2010)
- Gringa (2010)

### Ljud
- Tvärbalk (1967)
- Stimulantia (1967)
- 6-dagarsloppet 1967 (1967)
- Harry Larsson 1922-1974 (1974)
- Vinter i stan (1975)
- Uppfinningen (1975)
- På stan med morfar (1975)
- Mina husdjur (1975)
- Lejonet och Jungfrun (1975)
- Handla på rea (1975)
- Garaget (1975)
- Åka på semester (1975)
- Att kunna flyga (1975)
- Att vara sjuk (1975)
- Börja skolan (1975)
- Brödbaket (1975)
- Diskborsten (1975)
- Födelsedagen (1975)
- Jag är Maria (1979)
- Linus eller Tegelhusets hemlighet (1979)
- Barnens ö (1980)
- Cirkus Skrot (1982)
- Moa (1986)
- Leken (1995)
- Blackout (1996)
- Glasblåsarns barn (1998)